# Rockport (Maine)
Rockport ist eine Town im Knox County des Bundesstaates Maine in den Vereinigten Staaten. Im Jahr 2020 lebten dort 3644 Einwohner in 1969 Haushalten auf einer Fläche von 86,35 km².

## Geografie
Nach dem United States Census Bureau hat Rockport eine Gesamtfläche von 86,35 km², von der 56,05 km² Land sind und 30,30 km² aus Gewässern bestehen.

### Geografische Lage
Rockport liegt im Osten, auf dem Festland des Knox Countys an der Penobscot Bay am Atlantischen Ozean. Mehrere Seen befinden sich auf dem Gebiet der Town. Im Westen liegt der Grassy Pond, östlich von ihm der Mirror Lake und im Süden der Chickawaukie Pond. Weitere kleinere Seen finden sich auf dem Gebiet der Town. Der 390 m hohe Ragged Mountain ist die höchste Erhebung auf dem Gebiet der Town.

### Nachbargemeinden
Alle Entfernungen sind als Luftlinien zwischen den offiziellen Koordinaten der Orte aus der Volkszählung 2010 angegeben.
- Norden: Camden, 3,5 km
- Nordosten: Islesboro, Waldo County, 20,5 km
- Osten: North Haven, 15,8 km
- Südosten: Vinalhaven, 33,9 km
- Süden: Rockland, 4,6 km
- Westen: Hope, 11,0 km

### Stadtgliederung
In Rockport gibt es mehrere Siedlungsgebiete: Glen Cove (ehemals Clam Cove), Oakland Park, Rockport (ehemals Goose River), Rockville, Simonton, Simonton Corners, West Camden und West Rockport.

### Klima
Die mittlere Durchschnittstemperatur in Rockport liegt zwischen −7,2 °C (19 °Fahrenheit) im Januar und 20,6 °C (69 °Fahrenheit) im Juli. Damit ist der Ort gegenüber dem langjährigen Mittel der USA um etwa 6 Grad kühler. Die Schneefälle zwischen Oktober und Mai liegen mit bis zu zweieinhalb Metern mehr als doppelt so hoch wie die mittlere Schneehöhe in den USA; die tägliche Sonnenscheindauer liegt am unteren Rand des Wertespektrums der USA.

## Geschichte
Rockport gehörte bis zur eigenständigen Organisation als Town am 25. Februar 1891 zum Gebiet der Town Camden und teilt die frühe Geschichte von Camden. In den Jahren 1891 und 1893 kamen weitere Gebiete von Camden hinzu. Haupterwerb der Bewohner von Rockport war der Abbau und Verkauf von Kalkstein, der bis nach Washington D.C. verbracht wurde und unter anderem zum Bau des Capitols benutzt wurde.

### Einwohnerentwicklung
| Volkszählungsergebnisse – Town of Rockport, Maine | Volkszählungsergebnisse – Town of Rockport, Maine | Volkszählungsergebnisse – Town of Rockport, Maine | Volkszählungsergebnisse – Town of Rockport, Maine | Volkszählungsergebnisse – Town of Rockport, Maine | Volkszählungsergebnisse – Town of Rockport, Maine | Volkszählungsergebnisse – Town of Rockport, Maine | Volkszählungsergebnisse – Town of Rockport, Maine | Volkszählungsergebnisse – Town of Rockport, Maine | Volkszählungsergebnisse – Town of Rockport, Maine | Volkszählungsergebnisse – Town of Rockport, Maine |
| Jahr                                              | 1900                                              | 1910                                              | 1920                                              | 1930                                              | 1940                                              | 1950                                              | 1960                                              | 1970                                              | 1980                                              | 1990                                              |
| ------------------------------------------------- | ------------------------------------------------- | ------------------------------------------------- | ------------------------------------------------- | ------------------------------------------------- | ------------------------------------------------- | ------------------------------------------------- | ------------------------------------------------- | ------------------------------------------------- | ------------------------------------------------- | ------------------------------------------------- |
| Einwohner                                         | 2314                                              | 2022                                              | 1774                                              | 1651                                              | 1526                                              | 1656                                              | 1893                                              | 2067                                              | 2749                                              | 2854                                              |
| Jahr                                              | 2000                                              | 2010                                              | 2020                                              | 2030                                              | 2040                                              | 2050                                              | 2060                                              | 2070                                              | 2080                                              | 2090                                              |
| Einwohner                                         | 3209                                              | 3330                                              | 3644                                              |                                                   |                                                   |                                                   |                                                   |                                                   |                                                   |                                                   |

## Kultur und Sehenswürdigkeiten

### Bauwerke

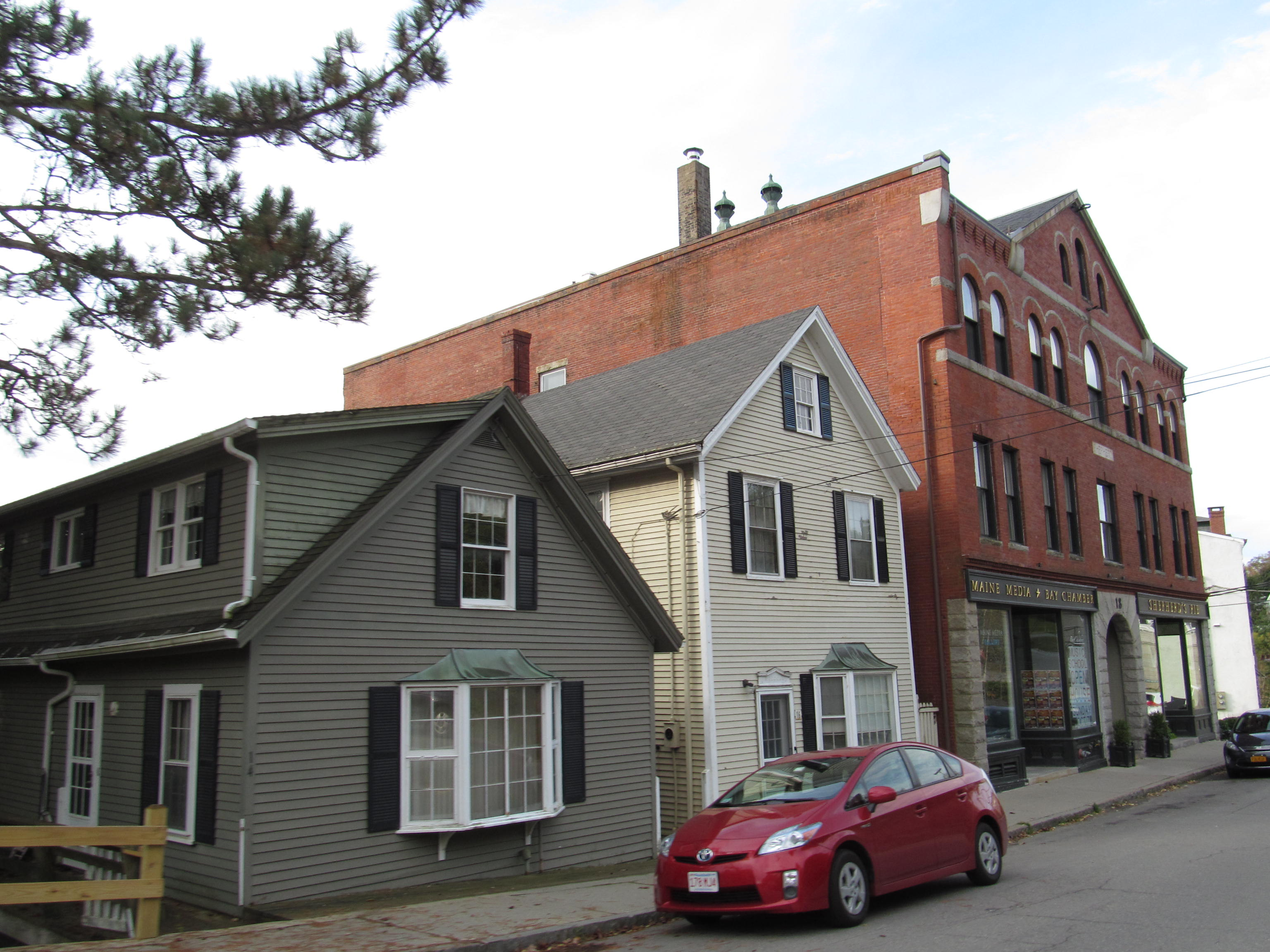
Rockport Historic District

In Rockport wurden drei Distrikte und mehrere Objekte unter Denkmalschutz gestellt und ins National Register of Historic Places aufgenommen.
District
- Beechnut Hut Historic District 2003 unter der Register-Nr. 03000617[10]
- Rockport Historic District 1976 unter der Register-Nr. 76000099[11]
- Rockport Historic Kiln Area 1970 unter der Register-Nr. 70000090[12]

Bauwerke
- Indian Island Light Station 1988 unter der Register-Nr. 87002539[13]
- Megunticook Golf Club 1993 unter der Register-Nr. 93000636[14]
- Spite House 1974 unter der Register-Nr. 74000175[15]

## Wirtschaft und Infrastruktur

### Verkehr
Der U.S. Highway 1 verläuft entlang der Küstenlinie von Rockport in nordsüdlicher Richtung. Die Maine State Route 17 und die Maine State Route 90 kreuzen sich zentral in Rockport.

### Öffentliche Einrichtungen
Es gibt keine medizinischen Einrichtungen oder Krankenhäuser in Rockport. Die nächstgelegenen für die Bewohner der Town befinden sich in Camden und Rockland.
In Rockport befindet sich die Rockport Public Library in der Commercial Street.

### Bildung
Rockport gehört zusammen mit Appleton, Camden, Hope und Lincolnville zum Five Town School Districts. Sie bilden den MSAD 28 und die Union 69.
Im Schulbezirk werden den Schulkindern mehrere Schulen angeboten:
- Camden Hills Regional High School Schulklassen 9–12, in Camden
- Camden-Rockport Middle School Schulklassen 5–8, in Camden
- Camden-Rockport Elementary School Schulklassen K-4, in Camden
- Appleton Village School Schulklassen K-8, in Appleton
- Hope Elementary School Schulklassen K-8, in Hope
- Lincolnville Central School Schulklassen K-8, in Lincolnville

## Persönlichkeiten

### Persönlichkeiten, die vor Ort gewirkt haben
- Charles H. Treat (1842–1910), Regierungsbeamter